# William Glanville
Sir William Glanville (* 1. Februar 1900 in Willesden, Middlesex; † 30. Juni 1976 in Northwood, Middlesex) war ein britischer Bauingenieur.

## Leben und Wirken
Glanville war der Sohn eines kleinen Bauunternehmers und studierte Bauingenieurwesen am East London College mit dem Abschluss 1922. Danach war er in der staatlichen Bauforschung in der erst 1921 gegründeten Building Research Station (BRS) in East Acton, Middlesex, und später in Garston, Hertfordshire. Zuerst untersuchte er die Wasserdurchlässigkeit von Beton. 1925 wurde er promoviert (Ph. D.) und 1930 erhielt er einen D.Sc. Ab 1931 war er im Auftrag der Regierung mit neuen Bestimmungen für Stahlbetonkonstruktionen befasst. Dafür befasste er sich mit fast allen Aspekten des Betons. Der Bericht erschien 1933 und floss in die britischen Normen (Code 114) ein. 1936 wurde er stellvertretender Direktor und 1939 Direktor des Road Research Laboratory (RRL) in Harmondsworth, Middlesex. Er befasste sich dort mit Betonfahrbahnen und richtete ein Bodenmechanik-Labor ein. Im Zweiten Weltkrieg arbeitete er in der Kriegsforschung in Princes Risborough, Buckinghamshire, und danach für das Luftfahrtministerium, unter anderem für Flugfeldrollbahnen aus Beton, der Entwicklung spezieller transportabler Rollbahnen aus Bitumen-Gewebe (Prefabricated Bituminised Surfacing, PBS), der Entwicklung (mit Edward Terrell) von Panzerung aus einer Asphaltbeton-ähnlichen Masse (Plastic armour) zum Beispiel für Handelsschiffe, und der Entwicklung der Rollbombe mit Barnes Wallis für den Angriff auf deutsche Staudämme. Für letztere berechnete er die Explosivladung und baute Testmodelle. Er half auch der Bodenmechanik-Abteilung zum Beispiel bei der Beurteilung der Strände für die Landung in der Normandie.
Nach dem Krieg setzte er seine Arbeit am RRL fort und führte neue Testmethoden ein. Statt im Labor wurden zum Beispiel neue Straßenbeläge direkt im Verkehr getestet. 1965 ging er beim RRL in den Ruhestand und eröffnete ein Ingenieurbüro.

## Mitgliedschaften und Ehrungen
Er war Commander des Order of the British Empire (1944), Fellow der Royal Society (1958) und Companion des Order of the Bath (1953). 1950 wurde er Präsident der Institution of Civil Engineers. 1962 erhielt er die Goldmedaille der Institution of Structural Engineers, deren Fellow er war. 1940 bis 1965 war er im British Standards Committee und 1950 bis 1965 im Beratungsgremium der Royal Engineers. 1960 wurde er als Knight Bachelor („Sir“) geadelt.